# Terra Incognita (album de Coronatus)
Pour les articles homonymes, voir Terra incognita (homonymie).
Albums de Coronatus
Fabula Magna
(2009)
Terra Incognita est le quatrième album du groupe de metal gothique allemand Coronatus, publié le 18 novembre 2011 chez Massacre Records.

## Liste des chansons
Toutes les chansons sont écrites et composées par Coronatus.
| No  | Titre              | Durée |
| --- | ------------------ | ----- |
| 1.  | Saint Slayer       | 4:12  |
| 2.  | Fernes Land        | 3:39  |
| 3.  | Dead Mans Tale     | 4:45  |
| 4.  | Sie Stehen Am Weg  | 3:21  |
| 5.  | Vor Der Schlacht   | 4:51  |
| 6.  | Hateful Affection  | 3:31  |
| 7.  | Der Kleriker       | 5:13  |
| 8.  | Das Zweite Gesicht | 4:24  |
| 9.  | In Signo Crucis    | 6:17  |
| 10. | Der Letzte Freund  | 5:24  |
| 11. | Traumzeit          | 4:18  |
| 12. | Terra Incognita    | 4:32  |